# Parc éolien Viking
Le Parc éolien Viking est un parc éolien terrestre en construction, situé dans les îles Shetlands. Il comportera 103 éoliennes ayant chacune une capacité de 4,3 MW, fabriquées par Vestas.

## Propriétaire
Le parc éolien Viking est construit pour une coentreprise entre SSE Renewables et la communauté des iles Shetland. La décision finale d'investissement est annoncée en juin 2020.

## Construction
Les travaux préparatoires ont débuté en août 2020, et le parc éolien devrait commencer à produire au premier trimestre 2023 et atteindre sa pleine capacité en 2024. Les 103 éoliennes sont équipées de turbines Vestas V117-4.2 dont la puissance unitaire optimisée est de 4,3 MW. L'électricité produite par le parc sera injectée dans le réseau électrique britannique à travers le Shetland Interconnector, ligne à haute tension à courant continu installée par SSE pour transporter 600 MW d'électricité renouvelable depuis les Shetland vers l'Écosse continentale.